# Проституция в Южной Корее
Проституция в Южной Корее нелегальна. Оборот проституции составляет около 14 триллионов вон (1,6 % ВВП), а девушек, занятых в оказании услуг сексуального характера, насчитывается около 269 000.
В 2000 году было арестовано 222 девушки младше 18 лет за занятия проституцией.

## История
Проституция существовала в Корее с древнейших времён. В эпоху Корё появился специальный класс женщин-развлекательниц (кисэн), которые, помимо прочего, оказывали услуги и сексуального характера. Во время японского колониального правления многих корейских девушек заставляли насильно оказывать сексуальные услуги солдатам японской армии.

## Современная проституция
По состоянию на 2000-е годы проституция в Корее весьма распространена и является прибыльным бизнесом. Ввоз женщин в Южную Корею для занятия проституцией приносит огромные денежные выгоды международным преступным организациям. Отмечается, что перевалочным пунктом для переправки секс-работниц из азиатского региона в США и Южную Корею служат американские военные базы.
Несмотря на борьбу властей с этим явлением, во многих городах страны открыто существуют «кварталы красных фонарей», в которых девушки стоят в витринах, подсвеченных интимным розовым светом, и ожидают клиентов.
Также велико количество так называемых офисных салонов кор. 오피, массажных салонов, караоке с консумацией, рум-салонов, хостес-баров и даже парикмахерских, в которых девушки из обслуживающего персонала также предоставляют платные сексуальные услуги.
По данным Института криминалистики (2003 года), услугами проституток более или менее регулярно пользуется около 20 % корейских мужчин в возрасте до 30 лет. В публичные дома поставляется около 80 % крепких спиртных напитков, а в среднем корейский мужчина пользуется платными сексуальными услугами в 25 раз чаще, чем европейский.
Проституцией в стране занимается большое количество девушек из других стран, в основном с Филиппин, из России, Казахстана, Киргизии и Узбекистана. Китайских проституток (как истинно китайских, так и китайских проституток корейской национальности) насчитывается несколько сотен тысяч. Некоторое количество проституток специализируется на обслуживании американских солдат, большое количество которых размещено на военных базах США в Южной Корее. При этом, одной из самых многочисленных групп иностранных секс-работниц, которые там занимаются проституцией, являются девушки с Украины (см. проституция на Украине).
Несмотря на официальный запрет подобной деятельности, за девушками, занимающимися проституцией, тщательно следят — они обязаны проходить регулярный медицинский осмотр.

## Борьба с проституцией
В 1947 году Американское военное правительство в Корее издало указ, объявлявший проституцию вне закона. Затем подобный нормативный акт был издан и правительством Южной Кореи. Но в действительности закон не выполнялся и в течение следующих 66 лет власти сквозь пальцы смотрели на занятия проституцией. Были изданы даже специальные распоряжения, принуждавшие девушек, вовлечённых в секс-индустрию, проходить регулярные медицинские проверки, что де-факто означало легализацию проституции.
Движение за криминализацию началось в 2002 году после того, как во время пожара в борделе погибли 14 женщин — сутенёры запирали двери в бордели снаружи, их открывали только для того, чтобы впустить клиентов.
В 2004 году правительство приняло закон «О предотвращении сексуальной торговли и защите её жертв», устанавливавший уголовную ответственность за содержание публичных домов (сроком до 10 лет, с возможностью замены на штраф), и оказание платных услуг сексуального характера (хотя была сделана оговорка, по которой проститутки и их клиенты считаются жертвами системы). За принятием закона последовали митинги проституток, самый массовый из которых состоялся в Сеуле 7 октября 2004 года. В нём участвовало порядка 3000 человек. Лица девушек были закрыты белыми повязками, на которые были нанесены надписи «Мы хотим есть!».
В 2004 году правительство Южной Кореи криминализировали спрос в торговле сексом, и теперь клиентам грозит год тюрьмы или штраф, если их поймают за оплатой секса.
Эта мера привела к огромному снижению торговли сексом в стране, где проституция когда-то приносила 21 миллиард долларов в год — 4 % валового продукта страны. Сейчас «районы красных фонарей» в основном пустуют, а вот в многочисленных государственных приютах для бывших проституток свободных мест обычно нет. (Правительство Южной Кореи выделило значительные средства на помощь женщинам, которые хотят уйти из этой индустрии).
С 11 октября 2004 года правительство начало выплачивать премии в размере около 2 тысяч долларов США за информацию о нелегальном притоне.
Во главу сопротивления против гонений на секс-индустрию встала организация «Хантхо» (кор. 한터), своего рода профсоюз проституток, в которую входит порядка 30 тысяч человек.